# UKS Multi 75 Killers Kraków
UKS Multi 75 Killers Kraków – polski uczniowski klub unihokeja, został założony 18 czerwca 1996 r. przy Zespole Szkół Ogólnokształcących Mistrzostwa Sportowego w Krakowie. W swym dorobku posiada m.in. trzy tytuły Mistrza Polski kobiet. Klub wychował 29 reprezentantek i reprezentantów Polski w unihokeju.

## Sukcesy

### Krajowe
Ekstraliga polska w unihokeju kobiet
- 1. miejsce (3 x ) – 2000/01, 2002/03, 2005/06
- 2. miejsce (2 x ) – 2001/02, 2006/07